# Vârful Piule, Masivul Piule-Iorgovanul
Vârful Piule, Masivul Piule-Iorgovanul este cel mai înalt vârf montan al Masivului Piule-Iorgovanul, având 2.081 m.